# 4536 Drewpinsky
A 4536 Drewpinsky (ideiglenes jelöléssel 1987 DA6) a Naprendszer kisbolygóövében található aszteroida. Henri Debehogne fedezte fel 1987. február 22-én.